# 18-та окрема мотострілецька бригада (РФ, 1-го формування)
18-та окрема мотострілецька бригада (18 ОМСБр, в/ч 40961) — військове формування Збройних сил Російської Федерації.

## Історія
У зв'язку з розпадом СРСР розпочався вивід військ, що перейшли під юрисдикцію РФ, з прибалтійських країн. Так 107-ма мотострілецька дивізія (107 мсд, в/ч 22238), що дислокувалась в Литві, була виведена в Солнечногорськ, де була переформована в 18-ту окрему мотострілецьку бригаду. 29 грудня 1992 року в литовській столиці на колишній військовій базі російських військ, в так званому Північному містечку, були підписані підсумкові документи про вивід військових підрозділів Росії з Вільнюса.
Таким чином, столицю Литви покинув останній російський солдат, і в місті больше не залишилось військових частин російської армії. 107-ма мотострілецька дивізія, що володіла територією в 66 гектарів Північного містечка, остаточно звільнила казарми, склади, гаражі, інші  будови і передала все це в розпорядження вільнюського самоуправління.

## Втрати
На базі сусідньої частини Вищих офіцерських курсів ("Вистріл", в/ч 01451) була сформована зведена рота із завербованих Федеральною службою контррозвідки танкових екіпажів до якої потрапили військові 18-ї ОМСБр.  Загалом 13 військовослужбовців частини о 3 годині дня 9 листопада відбули в невідомому напрямку, залишивши вдома всі свої документи. У військовій частині їм була оформлена відпустка. 
На Моздокській базі було підготовлено 34 танки Т-72А, частина з яких була передана опозиції. Ці танки з частин ПКВО, прибули із 131-ї майкопської бригади  і Волгограда із завчасно зафарбованими розпізнавальними знаками. Для швидкого розпізнавання з вертольотів Мі-24 башти танків побілили вапном. На світанку 26 листопада три бронеколони в супроводі піхотних підрозділів опозиції висунулись в бік Грозного, в колонах було в цілому не менше 36 танків з 78 контрактниками. Отримані з капітального ремонту танки без динамічного захисту були розбиті протитанковими засобами. Танк яким командував Василь Ваулін підбили одним з перших, з розрахунку не вцілів ніхто. 21 російських танкістів залишились живими й потрапили в полон. В бою загинув і лейтенант Олександр Нальотов, син російського генерала, за іншими даними він потрапив у полон і був розстріляний в Департаменті державної безпеки Чечні.
Співробітники ФСК виявили тіла вбитих військовослужбовців і спробували таємно поховати їх в безіменній могилі, але військово-польова прокуратура не дала можливості цього зробити. Тому їх тіла були вивезені в Ростов або Моздок, де й зараз знаходяться кладовища неопізнаних військовослужбовців. Офіційно загиблі вважаються похованими в братській могилі в Грозному.
Ніхто з високопосадовців не взяв на себе відповідальність за провал операції і долю загиблих і полонених. 
| п/п | Прізвище, ім'я, по-батькові                                        | Звання                        | Дата народження | Дата смерті | Примітки                                |
| --- | ------------------------------------------------------------------ | ----------------------------- | --------------- | ----------- | --------------------------------------- |
| 1.  | Сєнькін Іван Миколайович (рос. Сенькин Иван Николаевич)            | молодший сержант              | 09.09.1975      | 26.11.1994  | старший механік-водій танку (посмертно) |
| 2.  | Зіяутдінов Рішат Махутдіновіч (рос. Зияутдинов Ришат Махутдинович) | старший лейтенант             |                 |             | (посмертно)                             |
| 3.  | Ільюшко Валентин Анатолійович (рос. Ильюшко Валентин Анатольевич)  | старший сержант               | 16.05.1975      | 26.11.1994  | полон (посмертно)                       |
| 4.  | Ваулін Василь Олексійович (рос. Ваулин Василий Алексеевич)         | старший прапорщик             | 28.07.1952      | 26.11.1994  | командир танку                          |
| 5.  | Зав'ялов Василь Миколайович                                        | рядовий                       |                 |             |                                         |
| 6.  | Мартищенко Юрій Івановичич                                         | старший лейтенант             |                 | 26.11.1994  |                                         |
| 7.  | Нальотов Олександр Васильович                                      | лейтенант                     |                 |             | командир мотострілецького взводу        |
| 8.  | Фомін Сергій Павлович                                              | прапорщик (старший прапорщик) | 03.04.1962      | 1994        |                                         |

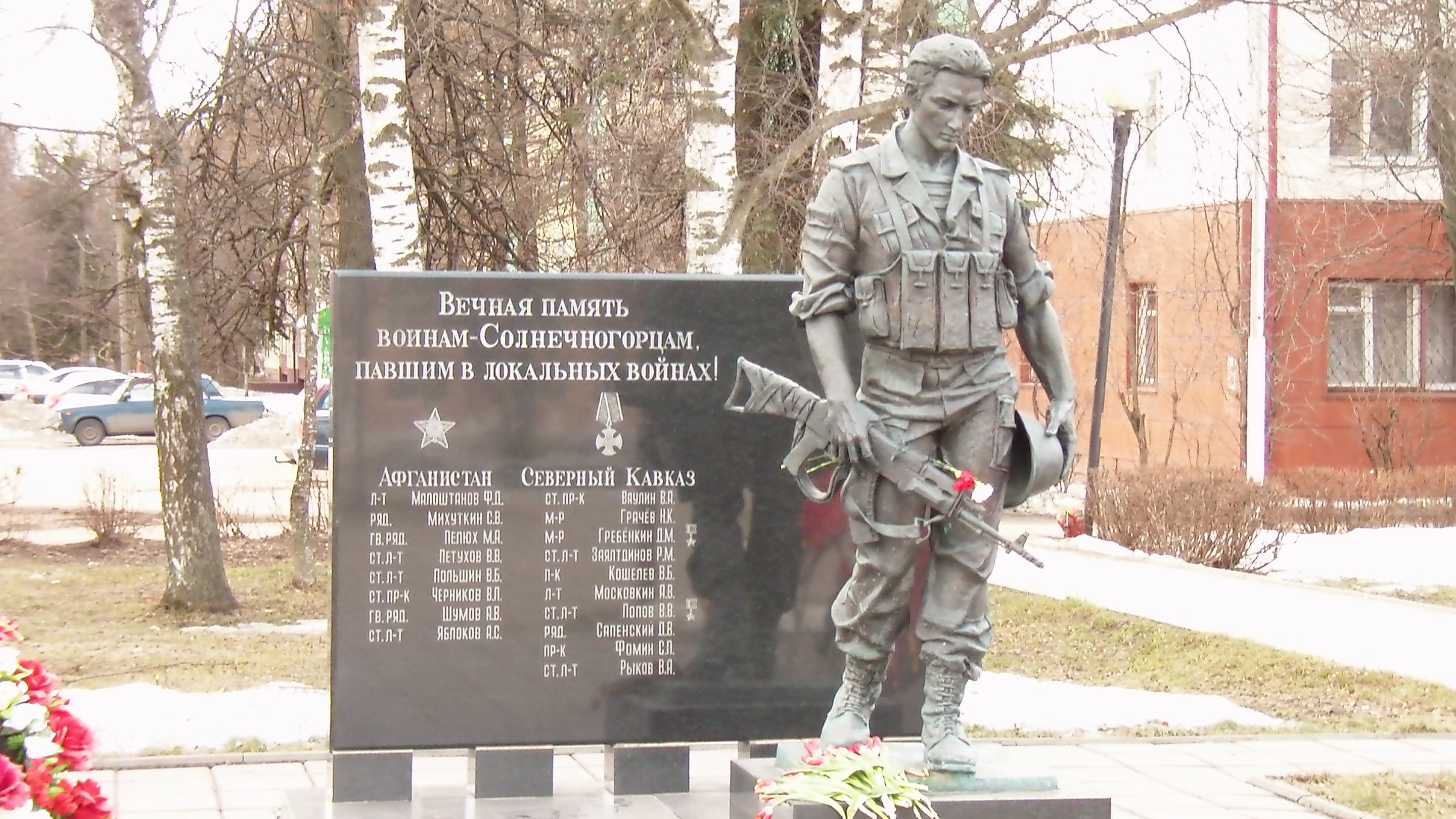
Пам'ятник загиблим воїнам-солнечногорцям, серед яких є і військові 18-ї ОМСБр